# Sclerocactus pubispinus
Sclerocactus pubispinus är en kaktusväxtart som först beskrevs av Georg George Engelmann, och fick sitt nu gällande namn av L.D.Benson. Sclerocactus pubispinus ingår i släktet Sclerocactus och familjen kaktusväxter. Inga underarter finns listade i Catalogue of Life.

## Bildgalleri

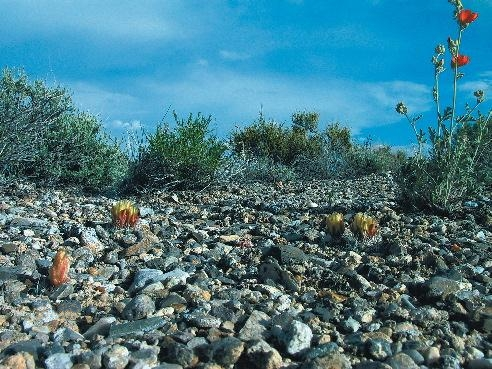
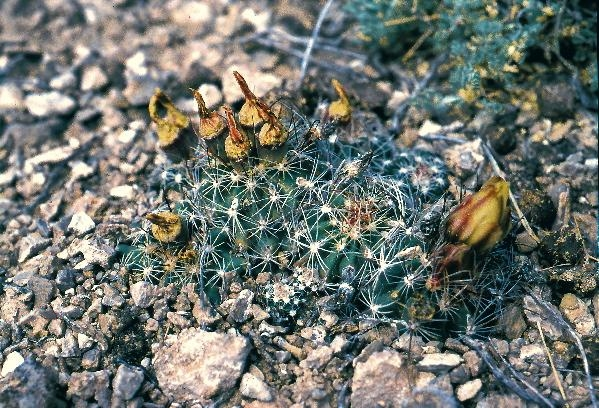
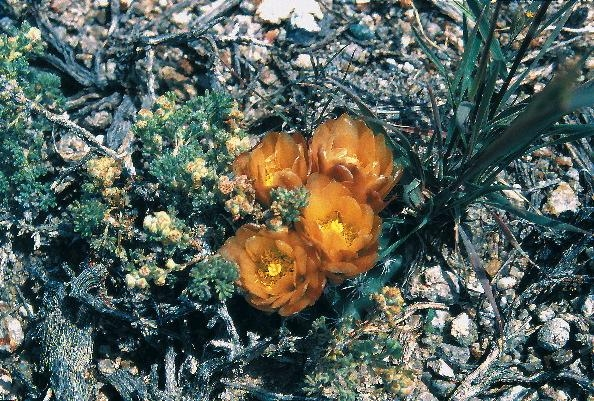
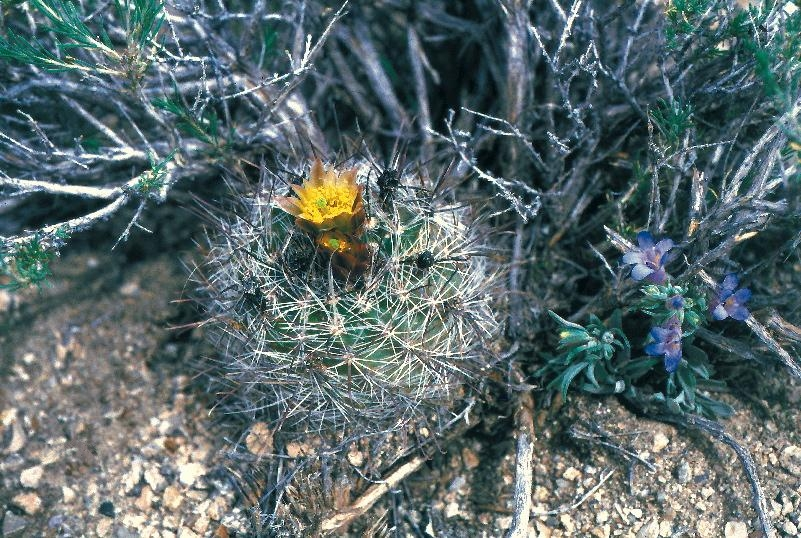
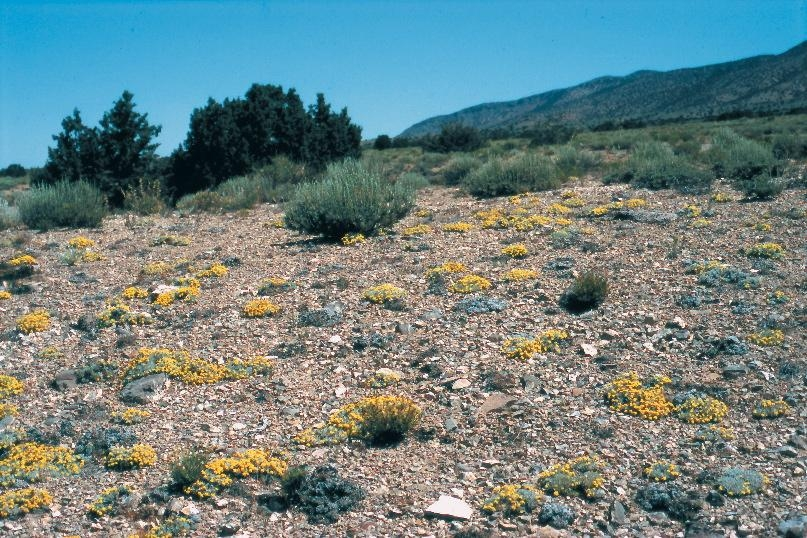